# 1032 Pafuri
1032 Pafuri è un asteroide della fascia principale del diametro medio di circa 54,67 km. Scoperto nel 1924, presenta un'orbita caratterizzata da un semiasse maggiore pari a 3,1276832 UA e da un'eccentricità di 0,1445870, inclinata di 9,48504° rispetto all'eclittica.
Il suo nome fa riferimento ad un fiume del Transvaal, in Sudafrica.